# Holocentropus operarius
Holocentropus operarius is een fossiele soort schietmot uit de familie Polycentropodidae.